# BRM Type 15
BRM Type 15 – samochód Formuły 1 projektu Petera Berthona, skonstruowany przez British Racing Motors. Uczestniczył w jednym oficjalnym wyścigu Formuły 1 w 1951 roku. Model wyróżniał się zastosowaniem doładowanego silnika V16.

## Historia
Firma BRM została założona w 1947 roku i z założenia miała stanowić konkurencję dla hegemonii włoskich konstruktorów na najwyższym szczeblu wyścigów samochodowych. Projektantem pierwszego samochodu BRM według przepisów Formuły 1, modelu 15, był Peter Berthon. Przestudiował on niemieckie samochody wyścigowe, które dominowały w wyścigach Grand Prix w latach 30. Rama typu szczebelkowego była dość przestarzałą konstrukcją, a składały się na nią dwie rury i cztery poprzecznice. Bliźniacze rurowe podłużnice zostały na całej długości samochodu wzmocnione płytkami. Przednie zawieszenie składało się z dwóch wahaczy wleczonych, opartych na stosowanych w przedwojennych Auto Unionach wahaczach projektu Porsche. Tylne zawieszenie – oś De Dion i wahacze wleczone – przypominało projekt używany w przedwojennych wyścigowych Mercedesach. Nowym rozwiązaniem było użycie amortyzatorów olejowo-pneumatycznych Lockheed.
Sposób umieszczenie w nadwoziu doładowanego silnika o nietypowej konfiguracji V16 i jego nachylenie pozwoliły na to, by kierowca siedział pośrodku kokpitu przy wale napędowym. W rozwoju dobrze pasującej do silnika sprężarki wiodącą rolę odegrał Rolls-Royce. Pięciobiegowa skrzynia biegów była umieszczona poprzecznie. Zbiornik paliwa był zamontowany nad tylnym zawieszeniem, co oznaczało, że niemal cała masa została rozłożona między przednią i tylną osią. W teorii wraz z umieszczonym nisko silnikiem oraz pozycją kierowcy powinno zapewnić samochodowi dobre trzymanie się drogi. Jednakże Stirling Moss określił samochód jako najgorszy bolid, którym jeździł, na co wpływ miało fatalne prowadzenie.
Testowanie rozpoczęło się pod koniec 1949 roku, ale problemy powstałe w ich trakcie spowodowały, że model nie był gotowy na pierwszy wyścig sezonu 1950. Mimo to Raymond Mays zaprezentował samochód podczas kilku okrążeń demonstracyjnych przed wyścigiem. Ten pokaz spowodował presję brytyjskich mediów, stawiających BRM Type 15 nad Mercedesa W154 mimo faktu, że BRM zatrudniał czterokrotnie mniej personelu niż Mercedes przed wojną. W wyścigach Type 15 zadebiutował podczas rundy International Trophy. Z dwóch zgłoszonych samochodów tylko jednemu pozwolono wystartować, jednakże uszkodzona skrzynia biegów pozbawiła Raymonda Sommera możliwości ruszenia do wyścigu. Zespół kontynuował prace nad poprawą niezawodności silnika. Mimo to w następnym wyścigu, Grand Prix Penya Rhin, żaden z kierowców ponownie nie zdołał ukończyć zawodów.
Zespół, dysponując ograniczonymi zasobami, pominął pierwsze rundy sezonu 1951, skupiając się na przygotowaniach do domowej Grand Prix. W Grand Prix tej ani Reg Parnell, ani Peter Walker nie ustalili czasu w kwalifikacjach i startowali oni z końca stawki. Mimo to ukończyli wyścig na odpowiednio piątym i siódmym miejscu. Próba startu w Grand Prix Włoch zakończyła się niepowodzeniem, kiedy jeden samochód został wycofany z przyczyn technicznym, a drugi nie mógł wystartować w związku z problemami z licencją wyścigową Kena Richardsona.
Na 1952 rok BRM planował zatrudnić Juana Manuela Fangio, ale plany te nie doszły do skutku, kiedy ciało zarządzające zdecydowało, że w roku 1952 Mistrzostwa Świata odbędą się według przepisów Formuły 2. Spowodowało to, że silnik V16 był odpowiedni jedynie do Formuły Libre. Zespół, będący własnością grupy brytyjskich firm, został sprzedany Alfredowi Owenowi, który nakłonił inżyniera Tony'ego Rudda do kontynuowania prac nad samochodem. Zmiany obejmowały układ hamulcowy (czternastocalowe hamulce bębnowe zastąpiono tarczowymi Girling), układ kierowniczy i chłodzenie. Ponadto udoskonalono silnik, który osiągał 600 KM przy 12 000 rpm. Zaowocowało to tym, że Type 15 zaczął w rękach Fangio i Gonzáleza wygrywać wyścigi i dorównywać prędkością samochodami Ferrari.
W 1953 roku samochody nie były tak konkurencyjne i na 1954 rok Rudd rozwinął nową wersję, P30. Różnił się on od Type 15 krótszym rozstawem osi i konstrukcją tylnego zawieszenia, był także o 70 kg lżejszy. P30 ścigały się do 1955 roku, wygrywając 16 na 33 wyścigi.
Zbudowano pięć egzemplarzy modelu.

## Wyniki w Formule 1
| Legenda oznaczeń w tabelach wyników Wyświetl szablon na nowej stronie | Legenda oznaczeń w tabelach wyników Wyświetl szablon na nowej stronie                                                                     |
| Oznaczenie                                                            | Wyjaśnienie |
| --------------------------------------------------------------------- | --- |
| Złoty                                                                 | Zwycięzca lub mistrzostwo |
| Srebrny                                                               | 2. miejsce lub wicemistrzostwo |
| Brązowy                                                               | 3. miejsce lub II wicemistrzostwo |
| Zielony                                                               | Ukończył, punktował (w klasyfikacji generalnej, gdy zdobył co najmniej jeden punkt na przestrzeni sezonu, poza trzema powyższymi opcjami) |
| Niebieski                                                             | Ukończył, nie punktował (w klasyfikacji generalnej, gdy nie zdobył co najmniej jednego punktu na przestrzeni sezonu)                      |
| Czerwony                                                              | Nie zakwalifikował się (NZ) |
| Czerwony                                                              | Nie prekwalifikował się (NPK) |
| Różowy                                                                | Nie ukończył (NU) |
| Różowy                                                                | Niesklasyfikowany (NS) (w klasyfikacji generalnej, gdy nie został sklasyfikowany w żadnym wyścigu sezonu)                                 |
| Czarny                                                                | Zdyskwalifikowany (DK) |
| Czarny                                                                | Wykluczony (WYK/EX) |
| Biały                                                                 | Nie wystartował (NW) |
| Biały                                                                 | Kontuzjowany (K/INJ) |
| Biały                                                                 | Wyścig odwołany (OD/C) |
| Bez koloru                                                            | Został wycofany (WYC/WD) |
| Bez koloru                                                            | Nie przybył (NP/DNA) |
| Bez koloru                                                            | Nie brał udziału w treningach (NT/DNP) |
| Bez koloru                                                            | Nie został zgłoszony (–) |
| Pogrubienie                                                           | Start z pole position |
| Kursywa                                                               | Najszybsze okrążenie wyścigu |
| †                                                                     | Nie ukończył, ale jego rezultat został zaliczony ze względu na przejechanie więcej niż 90% dystansu wyścigu.                              |
| *                                                                     | Sezon w trakcie |
| 1/2/3                                                                 | Punktowana pozycja w sprincie kwalifikacyjnym                                                                                             |
| Lista systemów punktacji Formuły 1                                    | |

| Sezon | Zespół  | Silnik | Kierowcy       | Wyniki w poszczególnych eliminacjach | Wyniki w poszczególnych eliminacjach | Wyniki w poszczególnych eliminacjach | Wyniki w poszczególnych eliminacjach | Wyniki w poszczególnych eliminacjach | Wyniki w poszczególnych eliminacjach | Wyniki w poszczególnych eliminacjach | Wyniki w poszczególnych eliminacjach | Wyniki kierowców | Wyniki kierowców | Wyniki konstruktora | Wyniki konstruktora |
| 1951  |         |        |                | Szwajcaria                           | Stany Zjednoczone                    | Belgia                               | Francja                              | Wielka Brytania                      | Niemcy                               | Włochy                               |                                      | Pkt.             | Msc.             | Pkt.                | Msc.                |
| ----- | ------- | ------ | -------------- | ------------------------------------ | ------------------------------------ | ------------------------------------ | ------------------------------------ | ------------------------------------ | ------------------------------------ | ------------------------------------ | ------------------------------------ | ---------------- | ---------------- | ------------------- | ------------------- |
| 1951  | BRM Ltd | BRM    | Peter Walker   | -                                    | -                                    | -                                    | -                                    | 7                                    | -                                    | -                                    | -                                    | 0                | 27               | –                   | –                   |
| 1951  | BRM Ltd | BRM    | Reg Parnell    | -                                    | -                                    | -                                    | -                                    | 5                                    | -                                    | NW                                   | -                                    | 2 (5)            | 10               | –                   | –                   |
| 1951  | BRM Ltd | BRM    | Ken Richardson | -                                    | -                                    | -                                    | -                                    | -                                    | -                                    | NW                                   | -                                    | 0                | NS               | –                   | –                   |